# RAMPO
『RAMPO』（らんぽ）は、1994年6月25日公開の日本のミステリーおよびファンタジー映画である。

## 概要
「映画生誕100年・江戸川乱歩生誕100周年・松竹創業100周年記念作品」と銘打って公開された。「プロデューサーによる作り直し」、「ふたりの監督による2バージョン同時公開」、「劇中のサブリミナル効果」など映画内外の数々のエピソードが話題になった作品である。
竹中直人が演じる江戸川乱歩の日常と、彼の小説世界とが交錯する幻想的な物語は、その映像美と相まって鮮烈な印象を残した。「松竹」と「セガ・エンタープライゼス」との共同プロジェクトにより実現したインタラクティブ・アドベンチャー。映画と同時進行で制作されたため、竹中直人、香川照之、羽田美智子など映画と全く同じ俳優が出演する。撮影は映画で使用されたものと同一のセットと、ゲーム用に作ったロケセットの両方から実写映像が撮り込まれ、CG映像と組み合わされている。映画版には登場しなかった、ゲーム版だけの登場人物が追加されている。
江戸川乱歩生誕百周年記念映画「RAMPO」の世界観を元としたセガサターンのゲームは全編にわたって映画的手法の演出が施され、物語はすべて音声セリフのみで進行。コマンドウィンドウ、メッセージウィンドの表示はなく、動画、静止画、音声で構成されている。画面内の登場人物に対してどのような態度で接するかは、プレイヤー自身が選択できる。登場人物に「はい」「いいえ」などの感情で対応する"感情入力システム"の導入で物語に深く感情移入できるようになっている。与えられた選択肢でなく、プレイヤー自身が感じた気持ちで答えを返す"感情移入システム"は、「真説・夢見館」でも導入された。目の前の人物にどう接するかによって、ゲーム展開が変化し、エンディングにも影響する。どのように事件を解決したかによって探偵としての能力が5段階で評価される。
プロデューサーの奥山和由は監督の黛りんたろうが完成させた作品に納得できず、自らメガホンを取って全体の70%を撮り直すなど映画を再構成、自分なりの作品を作り上げた。それぞれは「黛バージョン」「奥山バージョン」と呼ばれ、同じ日に別々の劇場で公開された。上映時間はそれぞれ93分と98分。配給収入は12億円。
1995年5月27日には「奥山バージョン」に未公開シーンを加えてさらに再編集したものに、千住明による音楽（指揮：ヴァーツラフ・ターリヒ、演奏：チェコ・フィルハーモニー管弦楽団）を追加した上映時間100分の「インターナショナル・ヴァージョン」も公開された。
「奥山バージョン」「インターナショナル・バージョン」の2作は、映倫の一般映画制限付(R指定、現在のR15+指定)を受けている。

## ストーリー
昭和初期の東京。探偵小説家の江戸川乱歩は、ある事件で夫殺しの嫌疑をかけられている女性・静子（羽田美智子）に興味を持つ。この事件が自分の書いた小説にそっくりだったためである。乱歩は小説の中に自分の分身・明智小五郎を登場させて静子を助けようとする。

## 黛バージョン

### スタッフ
- 監督：黛りんたろう
- 製作：奥山和由
- プロデューサー：西岡善信
- 原作：江戸川乱歩『お勢登場』『化人幻戯』『火星の運河』
- 脚本：奥山和由・榎祐平・黛りんたろう
- 撮影：森田富士郎
- 音楽：川崎真弘
- 音楽プロデューサー：佐々木麻美子
- 美術：西岡善信
- 編集：谷口登司夫
- 録音：林土太郎
- 記録：野口多喜子
- スチル：松平元子
- 助監督：原田真治
- 照明：中岡源権

### キャスト
- 明智小五郎 … 本木雅弘
- 江戸川乱歩 … 竹中直人
- 静子 … 羽田美智子
- 横溝正史 … 香川照之
- 大河原侯爵 … 平幹二朗
- 検閲課官吏 … 佐野史郎
- 帝室美術館門番 / カフェの主人 … 岸部一徳
- 骨董屋主人 … 江戸家猫八
- 執事藤森 … 高城淳一
- 女中頭 / 根津界隈の主婦 … 樹木希林
- 円タクの運転手 … マルセ太郎
- 山口雄大

## 奥山バージョン

### スタッフ
- 監督：奥山和由
- 製作：奥山和由
- プロデューサー：西岡善信・中川芳久
- 原作：江戸川乱歩『お勢登場』『化人幻戯』
- 脚本：奥山和由・榎祐平
- 脚本協力：黛りんたろう
- 監督協力：黛りんたろう・相澤雅人
- 撮影：佐々木原保志
- アニメーション制作：スタジオ4℃
- アニメーション監督：名倉靖博
- 音楽：川崎真弘
- 音楽プロデューサー：佐々木麻美子
- 主題歌：『All of me』 歌：ミルドレッド・ベイリー
- 美術：部谷京子
- 編集：川島章正
- 録音：紅谷愃一
- スクリプター：堀北昌子
- スチル：井本俊康
- 助監督：月野木隆
- 照明：安河内央之
- 制作協力：映像京都
- 製作協力：松竹第一興行
- RAMPO製作委員会：松竹グループ、大林組、丸紅、オリックス、大和ビルヂング

### キャスト
- 明智小五郎 … 本木雅弘
- 江戸川乱歩 … 竹中直人
- 静子 … 羽田美智子
- 横溝正史 … 香川照之
- 大河原侯爵 … 平幹二朗
- 検閲課官吏 … 佐野史郎
- 帝室美術館門番 / カフェの主人 … 岸部一徳
- 骨董屋主人 … 江戸家猫八
- 執事藤森 … 高城淳一
- 運転手 … チャーリィ湯谷
- 女中頭 / 根津界隈の主婦 … 樹木希林

特別協力
- 円タクの運転手 … 大槻ケンヂ
- プロデューサー田川 … 三浦友和
- ホテルのボーイ … 加藤雅也
- スチルカメラマン … 別所哲也
- 歌手 … 阿部寛
- オープニングナレーション … ブルース・ジョエル・ルービン

パーティーのゲスト
- 詩人 … 秋元康
- 大興行主 … 荒戸源次郎
- 女流画家 … 池田理代子
- 文士 … 大下英治
- マダムR … 奥谷禮子
- 映画女優 … 菊池麻衣子
- 二枚目俳優 … 木村一八
- 出版社・総帥 … 見城徹
- 河田町の御令嬢 … 河野景子
- 工學博士 … 坂村健
- 文豪 … 佐木隆三
- 伯爵夫人 … 山東昭子
- 侯爵夫人 … 残間里江子
- 仏蘭西國・御令嬢 … ジュリー・ドレフュス
- 芸能評論家 … 須藤甚一郎
- 新聞社社主 … 筑紫哲也
- 大店・御曹司 … 堤康二
- 山の手夫人 … 寺田理恵子
- 女流作家 … 林真理子
- 大店・御曹司のフィアンセ … 早見優
- 大スター … 原田芳雄
- 大日本帝國・陸軍将校 … 原吉実
- 巨匠 … 深作欣二
- 芸能評論家 … 福岡翼
- 芦屋の御令嬢 … 水野晶子
- 河田町の御令嬢 … 八木亜希子
- 明智小五郎 … 山口裕
- 怪人二十面相 … 吉川英一
- 謎の大魔王 … Sgt.ルーク篁III世
- 豪傑 … 若松孝二

### 主な変更点
「黛バージョン」に対する「奥山バージョン」の主な変更点は以下の通り。
- 一部出演者、スタッフの変更
- 映画監督のブルース・ジョエル・ルービンによる英語ナレーションの追加
- 『火星の運河』を元にしたシーンのカット（そのため、原作は『お勢登場』『化人幻戯』の2つとなっている）
- 『お勢登場』のアニメ（監督：名倉靖博）の追加
- 有名人を多数集めた映画披露パーティーシーンなどの追加
- 「1/fゆらぎ」を意識した美術セットや音楽[4]
- サブリミナル効果を狙ったカット[4]
- 観客の嗅覚を刺激するフェロモン入り香水の上映館内での散布[4]
- 主題歌にジャズの曲「All of me」（歌：ミルドレッド・ベイリー）を使用

### サブリミナル問題
1995年5月、TBSのオウム真理教関連番組内で、サブリミナル的な演出手法が採られたことが大きな問題になった。このため同年8月19日、WOWOW（日本衛星放送）は「奥山バージョン」を放送するにあたって、サブリミナル効果を狙ったといわれる18か所と、フラッシュバックと呼ばれる短いカットを連続的に繋ぐ演出手法が取り入れられている9か所の、合計27か所をカットした。

## キャッチ・コピー
- ミイラになるなよ、明智君。（黛バージョン）
- 夢こそ まこと（奥山バージョン）